# Bakumatsu kikansetsu irohanihoheto
Bakumatsu Kikansetsu Irohanihoheto (幕末機関説 いろはにほへと) est une série d'anime créée par Ryōsuke Takahashi et les studios Sunrise. Son premier épisode a été diffusé le 6 octobre 2006 sur le canal de diffusion internet japonais GyaO.
Le genre est un mélange d'éléments historiques, de drame, de roman policier et de fantasy. Des éléments historiques se dégagent l'état de la ville de Yokohama, le théâtre de l'époque ainsi que les samouraï.

## Histoire
L'histoire débute après la période du Bakumatsu, au printemps 1868, avec la guerre de Boshin. Le personnage principal est le samouraï Akizuki Yōjirō qui arrive à Yokohama en quête d'un objet supernaturel, Hasha no Kubi (la tête du seigneur). La trame de l'histoire finit par se mêler à celle de la République indépendante d'Ezo.

## Personnages
Akizuki Yōjirō (秋月耀次郎)
Voix japonaise : Daisuke Namikawa
Le légendaire Eien no Shikaku (永遠の刺客, , « assassin éternel ») et possédant l'épée légendaire Getsuruitō (月涙刀, , « épée des larmes lunaires »). Il a la tâche d'utiliser celle-ci pour détruire le Hasha no Kubi (覇者の首, , « tête du conquérant »), un objet surnaturel qui apparaît supposément en temps de révolution ou d'instabilité.
Yuyama Kakunojō (遊山赫乃丈)
Voix japonaise : Rina Satō
Chef d'une troupe de théâtre kabuki errante.
Ibaragi Sōtetsu (茨木蒼鉄)
Voix japonaise : Kazuhiko Inoue
Sensei.
Kanna Sakyōnosuke (神無左京之介)
Voix japonaise : Kōsuke Toriumi
Shiranui Kozo (不知火小僧)
Voix japonaise : Junichi Suwabe
Kotoha (琴波)
Voix japonaise : Mie Sonozaki
Ebisu no Zukin (恵比須の頭巾)
Voix japonaise : Masashi Yabe
Kakashi no Keishin (案山子の恵信)
Voix japonaise : Kenji Nomura
Zagashira (座頭)
Voix japonaise : Takashi Nagasako
Benimaru (紅丸)
Voix japonaise : Etsuko Kozakura
Kobako (こばこ)
Voix japonaise : Yuki Matsuoka
Takamori Saigō (西郷隆盛)
Voix japonaise : Hiromi Sugino
Kaishū Katsu (勝海舟)
Voix japonaise : Shouto Kashii
Ryōma Sakamoto (坂本龍馬)
Voix japonaise : Kōichi Yamadera
Nakaiya Jūbē (中居屋重兵衛)
Voix japonaise : Tetsuo Komura
Hario Genba (針尾玄藩)
Voix japonaise : Hiromi Sugino
Kawai Tsuginosuke (河井継之助)
Voix japonaise : Takeharu Onishi
Saiga Magozō (雑賀孫蔵)
Koma no Shōten-sama (高麗の聖天様)
Voix japonaise : Kousei Yagi
H.S. Parkes (H･S･パークス)  Royaume-Uni
Voix japonaise : Tomomichi Nishimura
T.B. Glover (T･B・グラバー)  Écosse
Voix japonaise : Tōru Ōkawa
Jules Brunet (ジュール・ブリュネ)  France
Voix japonaise : Masashi Hirose